# 이근식 (1958년)
이근식(李根植, 1958년 3월 5일 ~ )은 전 KBO 리그 OB 베어스의 내야수이다.

## 비고
1982년 당시에 한양대 출신의 이근식 선수와 구분을 하기 위해 큰 이근식으로 불렸다.

## 같이 보기
- 이근식